# Megaerops ecaudatus
Megaerops ecaudatus es una especie de murciélago de la familia de los megaquirópteros. Vive en Brunéi, Indonesia, Malasia y Tailandia. Su hábitat natural son los bosques, desde los bosques Perennifolios de llano hasta los bosques secundarios perturbados. Se cree que no hay ninguna amenaza particular para la supervivencia de esta especie, pero parte de su hábitat está afectado por la deforestación.